# Gare de Lourdes
Gare de Lourdes vasútállomás Franciaországban, Lourdes településen.

## Vasútvonalak
Az állomást az alábbi vasútvonalak érintik:
- Toulouse–Bayonne-vasútvonal
- Ligne de Lourdes à Pierrefitte-Nestalas

## Kapcsolódó állomások
A vasútállomáshoz az alábbi állomások vannak a legközelebb:
- Gare de Saint-Pé-de-Bigorre
- Gare d’Ossun
- Gare de Coarraze - Nay
- Gare de Tarbes